# Quadratwurzelungleichung
Die Quadratwurzelungleichung (englisch Square Root Inequality) ist eine Ungleichung, die dem mathematischen  Teilgebiet der Analysis zugehört. Sie liefert zwei einfache Abschätzungen zur reellen Quadratwurzelfunktion.

## Formulierung
Die  Ungleichung lässt sich folgendermaßen formulieren:
Für eine reelle Zahl {\displaystyle x\geq 1}  gelten stets die folgenden beiden Abschätzungen:
{\displaystyle 2\cdot \left({\sqrt {x+1}}-{\sqrt {x}}\right)<{\frac {1}{\sqrt {x}}}<2\cdot \left({\sqrt {x}}-{\sqrt {x-1}}\right)} .

## Beispiel
{\displaystyle 2\cdot \left({\sqrt {101}}-10\right)=0{,}099751\ldots <{\frac {1}{10}}<2\cdot \left(10-{\sqrt {99}}\right)=0{,}100251\ldots } .

## Quelle
- Eric W. Weisstein: Square Root Inequality. In: MathWorld (englisch).